# Lista de parques estaduais do Brasil
A seguir uma lista dos Parques Estaduais do Brasil, que são Unidades de Conservação regidas por legislação estadual específica e integram o SNUC.

## Região Norte

### Acre
- Parque Estadual Chandless

### Amapá
- Não apresenta parques estaduais.

### Amazonas
- Parque Estadual Guariba
- Parque Estadual Nhamundá
- Parque Estadual Rio Negro Setor Norte
- Parque Estadual Rio Negro Setor Sul
- Parque Estadual Sumaúma
- Parque Estadual Serra do Araça
- Parque Estadual Sucunduri

### Pará
- Parque Estadual de Belém
- Parque Estadual de Monte Alegre
- Parque Estadual Serra dos Martírios/Andorinhas
- Parque Estadual do Utinga

### Rondônia
- Parque Estadual de Corumbiara
- Parque Estadual de Guajará-Mirim
- Parque Estadual Serra dos Reis

### Roraima
- Não apresenta parques estaduais.

### Tocantins
- Parque Estadual do Cantão
- Parque Estadual do Jalapão
- Parque Estadual do Lajeado

## Região Nordeste

### Alagoas
- Não apresenta parques estaduais.

### Bahia
- Parque Estadual da Serra do Conduru
- Parque Estadual da Serra dos Montes Altos
- Parque Estadual Morro do Chapéu
- Parque Estadual Sete Passagens

### Ceará
- Parque Estadual das Carnaúbas
- Parque Estadual Marinho da Pedra da Risca do Meio
- Parque Estadual Sítio Fundão

### Maranhão
- Parque Estadual do Bacanga
- Parque Estadual da Lagoa da Jansen
- Parque Estadual do Mirador
- Parque Estadual do Sítio do Rangedor
- Parque Estadual Marinho Banco do Álvaro
- Parque Estadual Marinho Banco do Tarol
- Parque Estadual Marinho do Parcel de Manuel Luís

### Paraíba
- Parque Estadual do Aratu
- Parque Estadual do Jacarapé
- Parque Estadual do Poeta e Repentista Juvenal de Oliveira
- Parque Estadual da Pedra da Boca
- Parque Estadual da Trilha dos Cinco Rios
- Parque Estadual da Mata do Pau-ferro
- Parque Estadual da Mata do Xém-xém
- Parque Estadual Marinho de Areia Vermelha
- Parque Estadual Pico do Jabre

### Pernambuco[1]
- Parque Estadual Dois Irmãos
- Parque Estadual Mata da Pimenteira
- Parque Estadual Mata de Zumbi
- Parque Estadual Mata de Duas Lagoas
- Parque Estadual Serra do Areal

### Piauí
- Parque Zoobotânico de Teresina
- Parque Potycabana
- Parque Ecológico da Cachoeira do Urubu
- Parque Estadual Serra de Santo Antônio
- Parque Estadual Cânion do Rio Poti
- Parque Estadual do Rangel (em implementação)

### Rio Grande do Norte
- Parque Estadual Dunas de Natal
- Parque Estadual Mata da Pipa

### Sergipe
- Parque Estadual das Dunas (Sergipe)
- Parque da Sementeira

## Região Centro-Oeste

### Distrito Federal
- Não apresenta parques estaduais.

### Goiás
- Parque Estadual Altamiro de Moura Pacheco
- Parque Estadual Caldas Novas
- Parque Estadual do Descoberto
- Parque Estadual da Mata Atlântica
- Parque Estadual de Paraúna
- Parque Estadual dos Pireneus
- Parque Estadual da Serra Dourada
- Parque Estadual Telma Ortegal
- Parque Estadual Terra Ronca

### Mato Grosso
- Parque Estadual Águas do Cuiabá
- Parque Estadual de Águas Quentes
- Parque Estadual do Araguaia
- Parque Estadual do Cristalino
- Parque Estadual Cristalino II
- Parque Estadual Dom Osório Stoffel
- Parque Estadual Encontro das Águas
- Parque Estadual Gruta da Lagoa Azul
- Parque Estadual Guirá
- Parque Estadual Igarapés do Juruena
- Parque Estadual Massairo Okamura
- Parque Estadual Mãe Bonifácia
- Parque Estadual da Saúde
- Parque Estadual da Serra de Ricardo Franco
- Parque Estadual Serra de Santa Bárbara
- Parque Estadual da Serra Azul
- Parque Estadual Tucumã
- Parque Estadual do Xingu
- Parque Estadual Zé Bolo Flô

### Mato Grosso do Sul
- Parque Estadual das Nascentes do Rio Taquari
- Parque Estadual das Várzeas do Rio Ivinhema
- Parque Estadual do Pantanal do Rio Negro
- Parque Estadual Matas do Segredo
- Parque Estadual do Prosa

## Região Sudeste

### Espírito Santo
- Parque Estadual de Itaúnas
- Parque Estadual da Pedra Azul
- Parque Estadual Paulo Cesar Vinha
- Parque Estadual do Forno Grande
- Parque Estadual de Mata das Flores
- Parque Estadual da Cachoeira da Fumaça

### Minas Gerais
- Parque Estadual Alto Cariri
- Parque Estadual do Biribiri
- Parque Estadual de Botumirim
- Parque Estadual Caminho dos Gerais
- Parque Estadual Campos Altos
- Parque Estadual Cerca Grande
- Parque Estadual de Grão-Mogol
- Parque Estadual do Ibitipoca
- Parque Estadual do Itacolomi
- Parque Estadual da Lagoa do Cajueiro
- Parque Estadual da Lapa Grande
- Parque Estadual de Limoeiro
- Parque Estadual Mata Seca
- Parque Estadual de Montezuma
- Parque Estadual Nova Baden
- Parque Estadual de Paracatu
- Parque Estadual do Pau Furado
- Parque Estadual Pico do Itambé
- Parque Estadual Rio Corrente
- Parque Estadual do Rio Doce
- Parque Estadual do Rio Preto
- Parque Estadual de Sagarana
- Parque Estadual Serra das Araras
- Parque Estadual Serra da Boa Esperança
- Parque Estadual Serra do Brigadeiro
- Parque Estadual da Serra do Cabral
- Parque Estadual Serra da Candonga
- Parque Estadual Serra do Intendente
- Parque Estadual Serra Negra
- Parque Estadual Serra Negra da Mantiqueira
- Parque Estadual de Serra Nova e Talhado
- Parque Estadual Serra do Ouro Branco
- Parque Estadual da Serra do Papagaio
- Parque Estadual Serra do Rola Moça
- Parque Estadual Serra do Sobrado
- Parque Estadual Serra Verde
- Parque Estadual de Sete Salões
- Parque Estadual do Sumidouro
- Parque Estadual Verde Grande
- Parque Estadual Veredas do Peruaçu

### Rio de Janeiro[2]
- Parque Estadual Cunhambembe
- Parque Estadual da Costa do Sol
- Parque Estadual do Desengano
- Parque Estadual do Grajaú
- Parque Estadual da Ilha Grande
- Parque Estadual da Lagoa do Açu
- Parque Estadual do Mendanha
- Parque Estadual da Pedra Branca
- Parque Estadual da Pedra Selada
- Parque Estadual da Serra da Concórdia
- Parque Estadual da Serra da Tiririca
- Parque Estadual dos Três Picos

### São Paulo[3]
- Parque Estadual do Aguapeí
- Parque Estadual Águas da Billings
- Parque Estadual Águas da Prata
- Parque Estadual Alberto Löfgren
- Parque Estadual da ARA (Assessoria da Reforma Agrária)
- Parque Estadual Campina do Encantado
- Parque Estadual de Campos do Jordão
- Parque Estadual da Cantareira
- Parque Estadual Carlos Botelho
- Parque Estadual Caverna do Diabo
- Parque Estadual das Fontes do Ipiranga
- Parque Estadual Furnas do Bom Jesus
- Parque Estadual da Ilha Anchieta
- Parque Estadual da Ilha do Cardoso
- Parque Estadual de Ilhabela
- Parque Estadual Intervales
- Parque Estadual Itaberaba
- Parque Estadual do Itapetinga
- Parque Estadual Itinguçu
- Parque Estadual do Jaraguá
- Parque Estadual do Juquery
- Parque Estadual do Jurupará
- Parque Estadual Lagamar de Cananeia
- Parque Estadual dos Mananciais de Campos do Jordão
- Parque Estadual Marinho da Laje de Santos
- Parque Estadual do Morro do Diabo
- Parque Estadual do Prelado
- Parque Estadual Nascentes do Paranapanema
- Parque Estadual de Porto Ferreira
- Parque Estadual Restinga de Bertioga
- Parque Estadual do Rio do Peixe
- Parque Estadual do Rio Turvo
- Parque Estadual Turístico do Alto Ribeira
- Parque Estadual da Serra do Mar
- Parque Estadual de Vassununga
- Parque Estadual Xixová-Japuí

## Região Sul

### Paraná
- Parque Estadual Agudo da Cotia
- Parque Estadual Bosque das Araucárias
- Parque Estadual Cabeça do Cachorro
- Parque Estadual Graciosa
- Parque Estadual da Ilha do Mel
- Parque Estadual da Mina Velha
- Parque Estadual das Lauráceas
- Parque Estadual de Amaporã
- Parque Estadual de Campinhos
- Parque Estadual de Caxambu
- Parque Estadual de Ibiporã
- Parque Estadual de Palmas
- Parque Estadual de Vila Rica do Espírito Santo
- Parque Estadual de Vila Velha
- Parque Estadual do Boguaçu
- Parque Estadual do Cerrado
- Parque Estadual do Lago Azul
- Parque Estadual do Guartelá
- Parque Estadual do Vale do Codó
- Parque Estadual do Monge
- Parque Estadual do Pau-Oco
- Parque Estadual do Penhasco Verde
- Parque Estadual Mata dos Godoy
- Parque Estadual Mata São Francisco
- Parque Estadual Pico Paraná
- Parque Estadual Pico Marumbi
- Parque Estadual Professor José Wachowics
- Parque Estadual Rio Guarani
- Parque Estadual Rio das Onças
- Parque Estadual Roberto Ribas Lange
- Parque Estadual Serra da Baitaca

### Rio Grande do Sul[4]
- Parque Estadual do Espigão Alto
- Parque Estadual de Itapeva
- Parque Estadual de Itapuã
- Parque Estadual Delta do Jacuí
- Parque Estadual do Camaquã
- Parque Estadual do Caracol
- Parque Estadual do Espinilho
- Parque Estadual da Guarita
- Parque Estadual do Ibitiriá
- Parque Estadual de Nonoai
- Parque Estadual do Papagaio-Charão
- Parque Estadual do Podocarpus
- Parque Estadual de Rondinha
- Parque Estadual do Tainhas
- Parque Estadual do Turvo
- Parque Estadual da Quarta Colônia

### Santa Catarina[5]
- Parque Estadual Acaraí
- Parque Estadual das Araucárias
- Parque Estadual Fritz Plaumann
- Parque Estadual Rio Canoas
- Parque Florestal do Rio Vermelho
- Parque Estadual da Serra do Tabuleiro
- Parque Estadual da Serra Furada